# Muttaburrasaurus
Muttaburrasaurus langdoni
Genre
Espèce
Muttaburrasaurus est un genre éteint de dinosaure herbivore ornithopode du Crétacé inférieur proche d'Iguanodon, ayant vécu dans le nord-ouest de l'Australie. Muttaburrasaurus est le genre de dinosaure le plus connu des dinosaures australiens.
L'espèce type et seule espèce rattachée au genre est Muttaburrasaurus langdoni. Son nom fait référence à la ville de Muttaburra près de laquelle il a été découvert.

## Découverte et espèce

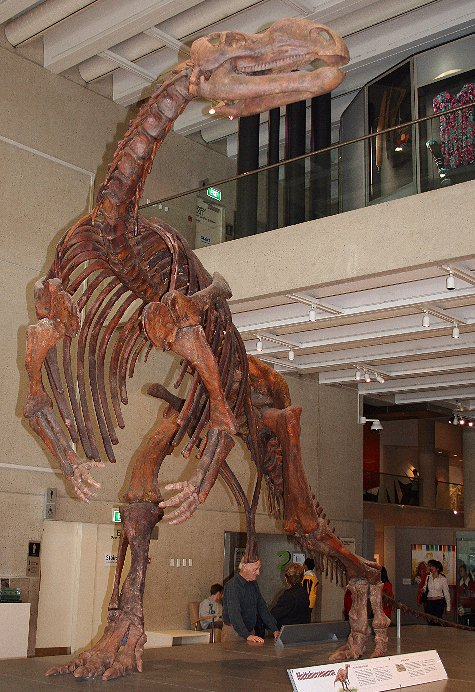
Squelette de Muttaburrasaurus au Queensland Museum, vue de face.

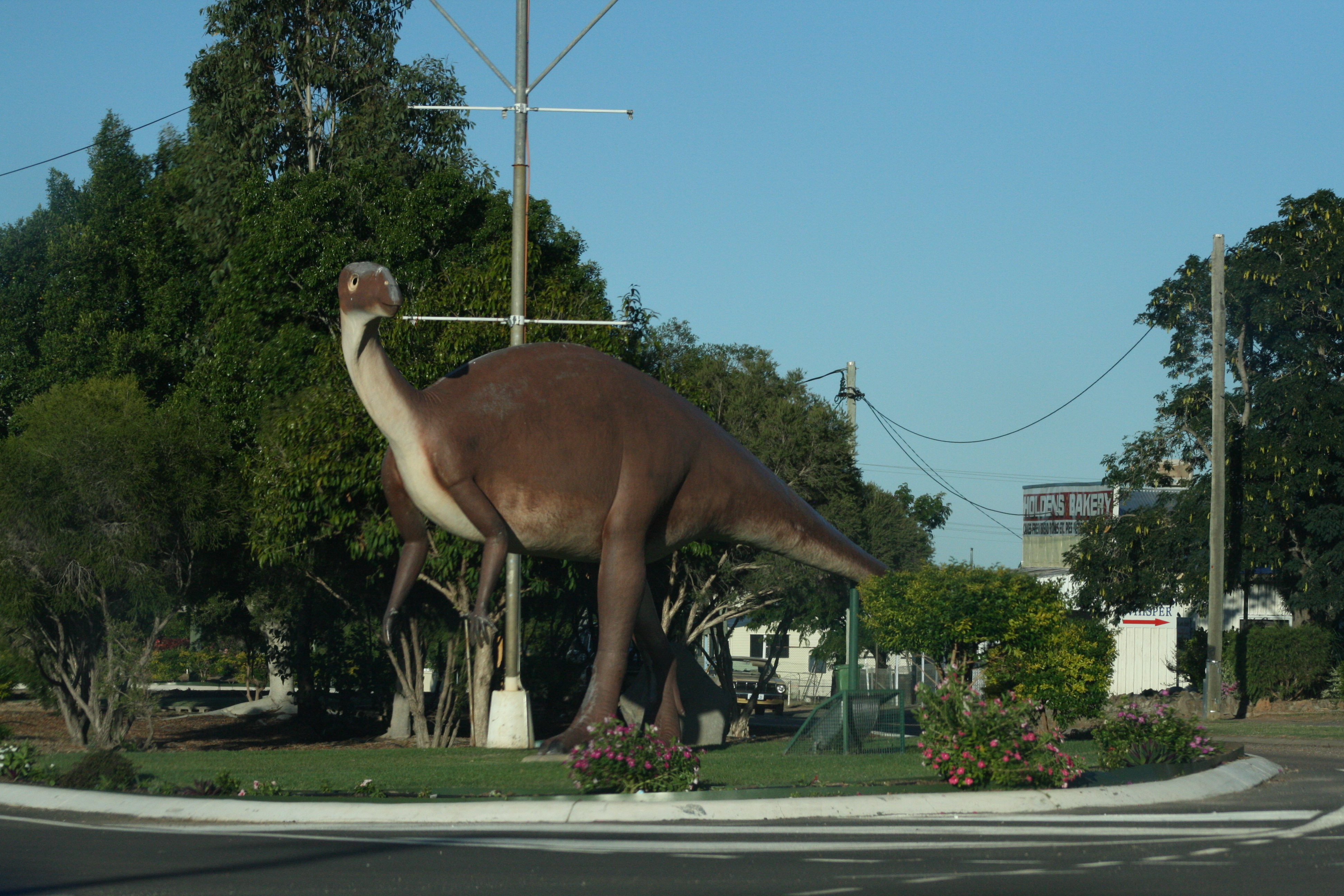
Statue de Muttaburrasaurus à Hughenden (Queensland).

L'espèce a été d'abord décrite d'après un squelette incomplet découvert en 1963 par Doug Langdon près de Muttaburra dans le Queensland en Australie, ces éléments étant à l'origine du nom du genre et de l'espèce. Le nom a été donné en 1981 par Dr Alan Bartholomai et Ralph Molnar.
Quelques dents ont été découvertes plus au nord près de Hughenden et au sud à Lightning Ridge, dans le nord-ouest de la Nouvelle-Galles du Sud.
Un crâne, baptisé « Dunluce Skull » a été découvert en 1987 par John Stewart-Moore et Robert Walker (âgé de 14 ans) à la gare de Dunluce entre Hughenden et Richmond.

## Description

Comparaison complète avec l'humain

Il mesurait environ 9 mètres de long et pesait entre 2 et 3 tonnes. 

## Paléobiologie
Muttaburrasaurus était capable de déplacements bipède et quadrupède. Les trois doigts du milieu de ses pattes avant étaient joints et formaient un support en forme de crochet pour marcher. Il possédait une puissante mâchoire avec des dents effilées ce qui semble être une adaptation pour manger des plantes telles que les Cycadophytes.
En raison d'une large cavité supra-nasale, les paléontologues pensent que Muttaburrasaurus pouvait produire des sons distinctifs à destination peut-être de ses congénères ; mais aucun tissu nasal fossilisé n'a été découvert à ce jour.